# 吉田氏好
吉田 氏好（よしだ うじよし）は、戦国時代の武将。武蔵守。今川氏の家臣。
桶狭間の戦いでは軍奉行として参加していたが織田軍の突撃を受け総大将今川義元と共に戦死したとも伝えられるがこれは誤りで、生き残り今川氏真に仕えたとも云われる。
| スタブアイコン | サブスタブ | この項目は、まだ閲覧者の調べものの参照としては役立たない、人物に関連した書きかけの項目です。この項目を加筆・訂正などしてくださる協力者を求めています（P:人物伝/PJ:人物伝）。 |